# نظرية المجموعات حسب مورس-كيلي
في أسس الرياضيات، نظرية مورس وكيلي أو نظرية مجموعة كوين-كيلي لو نظام كوين ومورس، هي نظرية في المجموعات تتعلق بمنطق الرتبة الأولى التي ترتبط ارتباطاً وثيقاً بنظرية مجموعة فون نيومان-بيرنيز-غوديل.
سميت هذه النظرية نسبة إلى العالمين الرياضياتيين جون كيلي وأنثوني مورس وقد ذكرت للمرة الأولى عام 1949 في منشورات هارفارد، ثم ذكرت في كتاب لكيلي كان عنوانه «طبولوجيا عامة» عام 1955، وهو كتاب لمستوى الدراسات العليا في موضوع طوبولوجيا. أما نسخة مورس فظهرت لاحقاً في كتابه «نظرية المجموعات» عام 1965.

## روابط خارجية
من مجموعة نقاش أساسيات الرياضيات:
- Allen Hazen on set theory with classes.
- Joseph Shoenfield's doubts about MK.